# Victor J. Zolfo
Victor J. Zolfo est un chef décorateur américain né le 29 juin 1963  à New York (État de New York).

## Filmographie (sélection)
- 1990 : The King of New York d'Abel Ferrara
- 1994 : Stargate, la porte des étoiles (Stargate) de Roland Emmerich
- 1997 : Sept ans au Tibet (Seven Years in Tibet) de Jean-Jacques Annaud
- 1998 : Godzilla de Roland Emmerich
- 2000 : The Patriot de Roland Emmerich
- 2003 : Daredevil de Mark Steven Johnson
- 2004 : Le Jour d'après (The Day After Tomorrow) de Roland Emmerich
- 2005 : Mr. et Mrs. Smith (Mr. & Mrs. Smith) de Doug Liman
- 2007 : Zodiac de David Fincher
- 2008 : L'Étrange Histoire de Benjamin Button (The Curious Case of Benjamin Button) de David Fincher
- 2009 : Terminator Renaissance (Terminator Salvation) de McG
- 2010 : The Social Network de David Fincher
- 2012 : Avengers (Marvel's The Avengers) de Joss Whedon
- 2015 : Les Quatre Fantastiques (Fantastic Four) de Josh Trank
- 2015 : Hacker (Blackhat) de Michael Mann
- 2016 : Deepwater (Deepwater Horizon) de Peter Berg
- 2017 : Alien: Covenant de Ridley Scott
- 2019 : Gemini Man de Ang Lee

## Distinctions

### Récompenses
- Oscars 2009 : Oscar des meilleurs décors pour L'Étrange Histoire de Benjamin Button
- BAFTA 2009 : British Academy Film Award des meilleurs décors pour L'Étrange Histoire de Benjamin Button